# Gaudre du Destet
Pour les articles homonymes, voir Gaudre.
Le gaudre du Destet, aussi appelé gaudre de la Fourcolle, est une rivière française, affluent de l'étang de Berre, qui coule dans le département des Bouches-du-Rhône et la région Provence-Alpes-Côte d'Azur.

## Géographie

### Cours
Le cours de cette rivière est localisé entièrement dans le département des Bouches-du-Rhône. Il prend sa source sur la commune de Saint-Rémy-de-Provence, et rejoint le gaudre d'Aureille à Mouriès. Il ne traverse que ces deux communes.

### Affluents
Le gaudre de la Vallongue se jette dans le gaudre du Destet. Il est lui-même l'affluent du gaudre d'Aureille.

## Départements et communes traversées
Cette rivière traverse uniquement les Bouches-du-Rhône et traverse quatre communes : Mouriès, Saint-Martin-de-Crau, Saint-Rémy-de-Provence et Arles.